# Landesliga Niedersachsen 1968/69
Die Saison 1968/69 der Landesliga Niedersachsen war die 20. Saison der höchsten niedersächsischen Amateurliga im Fußball. Sie war die fünfte unter der Bezeichnung Landesliga und nahm damals die dritthöchste Ebene im deutschen Ligensystem ein. Meister wurden Leu Braunschweig. An der Aufstiegsrunde zur Regionalliga Nord nahmen neben Braunschweig der TSR Olympia Wilhelmshaven und Teutonia Uelzen teil. Dabei konnten sich Braunschweig und Wilhelmshaven durchsetzen und in die Regionalliga aufsteigen.
In die Verbandsliga musste keine Mannschaft absteigen, da zwei niedersächsische Landesligisten in die Regionalliga aufstiegen und von dort keine niedersächsische Mannschaft absteigen musste. Dafür stiegen aus der Verbandsliga der VfL Oldenburg und der SV Union Salzgitter auf. 

## Tabelle
| Pl.               | Verein                     | Sp. | S  | U  | N  | Tore    | Quote | Punkte |
| ----------------- | -------------------------- | --- | -- | -- | -- | ------- | ----- | ------ |
| 1.                | Leu Braunschweig           | 30  | 20 | 3  | 7  | 080:460 | 1,74  | 43:17  |
| 2.                | SV Arminia Hannover Am.    | 30  | 16 | 8  | 6  | 066:460 | 1,43  | 40:20  |
| 3.                | Hannover 96 Am.            | 30  | 14 | 10 | 6  | 065:410 | 1,59  | 38:22  |
| 4.                | TSR Olympia Wilhelmshaven  | 30  | 14 | 9  | 7  | 040:240 | 1,67  | 37:23  |
| 5.                | Teutonia Uelzen            | 30  | 12 | 11 | 7  | 047:380 | 1,24  | 35:25  |
| 6.                | Niedersachsen Döhren       | 30  | 13 | 9  | 8  | 047:360 | 1,31  | 35:25  |
| 7.                | Eintracht Braunschweig Am. | 30  | 13 | 7  | 10 | 060:420 | 1,43  | 33:27  |
| 8.                | SV Meppen (M)              | 30  | 14 | 5  | 11 | 058:420 | 1,38  | 33:27  |
| 9.                | TuS Haste 01 (A)           | 30  | 12 | 6  | 12 | 057:490 | 1,16  | 30:30  |
| 10.               | OSV Hannover (N)           | 30  | 8  | 12 | 10 | 041:460 | 0,89  | 28:32  |
| 11.               | VfB Peine                  | 30  | 8  | 12 | 10 | 052:640 | 0,81  | 28:32  |
| 12.               | Eintracht Nordhorn         | 30  | 9  | 9  | 12 | 050:480 | 1,04  | 27:33  |
| 13.               | Tuspo Holzminden           | 30  | 9  | 6  | 15 | 047:660 | 0,71  | 24:36  |
| 14.               | SuS Northeim               | 30  | 7  | 8  | 15 | 037:520 | 0,71  | 22:38  |
| 15.               | 1. FC Wolfsburg            | 30  | 4  | 9  | 17 | 033:860 | 0,38  | 17:43  |
| 16.               | VfV Hildesheim             | 30  | 3  | 4  | 23 | 022:760 | 0,29  | 10:50  |
| Stand: Saisonende |                            |     |    |    |    |         |       |        |

| (M) | Titelverteidiger                                      |
| (A) | Absteiger aus der Regionalliga Nord 1967/68           |
| (N) | Aufsteiger aus der Verbandsliga Niedersachsen 1967/68 |

### Entscheidungsspiel um Platz fünf
Die beiden punktgleichen Mannschaften aus Döhren und Uelzen ermittelten in einem Spiel auf neutralen Platz den dritten niedersächsischen Teilnehmer an der Aufstiegsrunde zur Regionalliga Nord 1969/70. Das Spiel fand am 24. Mai 1969 in Burgdorf statt. 
|                      | Ergebnis |                 |
| -------------------- | -------- | --------------- |
| Niedersachsen Döhren | 0:1      | Teutonia Uelzen |

## Aufstiegsrunde zur Landesliga
Die vier Meister der Verbandsligen ermittelten im Ligasystem zwei Aufsteiger in die Landesliga. Das Spiel Göttingen gegen Oldenburg wurde beim Stand von 1:0 für Göttingen aus unbekannten Gründen abgebrochen und wiederholt.
| Pl.               | Verein                                                     | Sp. | S | U | N | Tore    | Quote | Punkte |
| ----------------- | ---------------------------------------------------------- | --- | - | - | - | ------- | ----- | ------ |
| 1.                | VfL Oldenburg (Meister der Verbandsliga Nord)              | 6   | 3 | 2 | 1 | 014:900 | 1,56  | 08:40  |
| 2.                | SV Union Salzgitter (Meister der Verbandsliga Ost)         | 6   | 3 | 2 | 1 | 012:900 | 1,33  | 08:40  |
| 3.                | Viktoria Georgsmarienhütte (Meister der Verbandsliga West) | 6   | 2 | 1 | 3 | 006:100 | 0,60  | 05:70  |
| 4.                | 1. SC Göttingen 05 Am. (Meister der Verbandsliga Süd)      | 6   | 1 | 1 | 4 | 012:160 | 0,75  | 03:90  |
| Stand: Saisonende |                                                            |     |   |   |   |         |       |        |